# Олейникова Слобода
Оле́йникова Слобода́ (укр. Олійникова Слобода) — село, входит в Белоцерковский район Киевской области Украины.
Население по переписи 2001 года составляло 619 человек.

## Местный совет
09137, Киевская обл., Белоцерковский р-н, с. Олейникова Слобода, ул. Центральная, 1